# Matériau bidimensionnel
Un matériau bidimensionnel, parfois appelé matériau monocouche ou matériau 2D, est un matériau constitué d'une seule couche d'atomes ou de molécules.
Depuis l'isolement du graphène (une seule couche de graphite) en 2004, beaucoup de recherches ont été réalisées pour isoler d'autres matériaux bidimensionnels en raison de leurs caractéristiques inhabituelles et pour une potentielle utilisation dans des applications telles que le photovoltaïque, les semi-conducteurs et la purification de l'eau.
Les matériaux bidimensionnels peuvent généralement être classés en deux groupes :
- formes allotropiques élémentaires de divers éléments : suffixe -ène ;
- composés (généralement composés de deux éléments) : suffixes -ane ou –ure.

## Formes allotropiques élémentaires
| Colonne du tableau périodique | Matériau bidimensionnel | Allotropie             | Représentation graphique | Date de préparation |
| ----------------------------- | ----------------------- | ---------------------- | ------------------------ | ------------------- |
| Colonne 13                    | Borophène ,             | Allotrope du bore      |                          | 2015                |
| Colonne 14                    | Graphène,               | Allotrope du carbone   |                          | 2004                |
| Colonne 14                    | Silicène,               | Allotrope du silicium  |                          | 2012                |
| Colonne 14                    | Germanène,              | Allotrope du germanium |                          | 2014                |
| Colonne 14                    | Stannène ,              | Allotrope de l'étain   |                          | 2015                |
| Colonne 15 (pnictogène)       | Phosphorène             | Allotrope du phosphore |                          | 2014                |

## Composés
- Graphane (2009)[19]
- Dichalcogénures de métaux de transition : un métal de transition tel que le molybdène ou le tungstène lié à deux atomes d'un élément de la colonne 16 (chalcogène) tel que le soufre ou le sélénium :
  - Disulfure de molybdène (2008)
- Nitrure de bore hexagonal[20].
- MBenes[21].